# Schmitt Jenő Henrik
Schmitt Jenő Henrik (Znaim, 1851. november 5. – Schmargendorf, 1916. szeptember 14.) gnosztikus filozófus, anarchista.

## Élete
Szülővárosában édesapja, Schmitt Károly Nándor mint császári és királyi kapitány és a katonai mérnöki akadémia tanára működött. Az apa korai halála után édesanyjával (Bulla Karolina zombori származású) visszaköltözött Zomborba. Ötéves korától fogva Magyarországban nevelkedett, előbb Nagyszombatban, 1858-tól Zomborban, ahol a reáliskola alsó osztályait, a felsőbbeket pedig Budán végezte. 1868 végén a temesvári hadosztály-iskolát látogatta, azonban betegsége miatt a katonai pályát elhagyta. 1869-ben Bács-Bodrogmegyénél volt gyakornok és írnok, majd a zombori királyi törvényszéknél volt ugyancsak írnok. Eközben bölcseleti tanulmányokat folytatott, a Magyar Philosophiai Szemlében többször publikált. 1870-ben a szabadkai főgimnáziumban tett érettségi vizsgát. 1887-ben, más források szerint 1888-ban a berlini filozófiai társaság pályázatán munkáját megjutalmazták és azt a társulat kiadványai közé is felvették, Trefort ösztöndíjban részesült, mellyel egyetemi tanulmányokat folytathatott Budapesten és Berlinben. 1888-ban Budapesten bölcseletdoktorrá avatták; ugyanazon év őszén külföldi tanulmányútra ment. 1890-től Budapesten az igazságügy-minisztériumnál működött irodatisztként és könyvtárőrként. 1892-ben tette közzé a Krisztus istensége a modern ember szellemében c. munkát (magyarul Budapesten, németül Lipcsében) és vallásbölcsészeti iskola létrehozásán működött a Szellem vallása c. művével. A modern anarchista mozgalom ideális irányban való átalakítására Lipcsében 1894 és 1896 között szerkesztette és kiadta Die Religion des Geistes című folyóiratot s közreműködött a berlini Der Sociallist c. anarchista közlönyben. Az 1896. szeptember 9-én a Magyarország című lapban közzétett, az akkori igazságügy-miniszterhez intézett nyílt levelében lemondott, miután a miniszter irodalmi munkásságának idealista-anarchisztikus irányát kifogásolta. Ekkor minden erejét anarchizmus terjesztésének szentelte; Állam nélkül, Ohne Staat és Erőszaknélküliség címmel lapokat adott ki, melyeknek Lev Tolsztoj is munkatársa volt. 1897-ben több cikke miatt sajtópert indítottak ellene, azonban az esküdtszék mindannyiszor fölmentette. 1898-1899-ben a Földművelő című lapban publikált. Lapjait 1900-ban megszüntette és erejét újra szaktudományának szentelte és Budapesten, Berlinben, Nürnbergben, Hamburgban és Majna-Frankfurtban iskolákat alapított, melyek Bund der Gnostiker címmel nemzetközi szövetséggé alakultak. 1904-ben a berlini Giordano-Bruno Bund választmányi tagul választotta és a szövetség 1905-ben előadások tartására hívta meg. Élete utolsó néhány évét Berlin közelében élte le.
Kezdetben Hegel, később Kropotkin herceg volt nagy hatással gondolkodására, majd saját gondolatrendszert hozott létre, az újgnoszticizmust, amely nem nélkülözte az anarchizmust, illetve a teozófiát sem csakúgy, mint Friedrich Nietzsche, illetve Tolsztoj elképzeléseit. Képviselte az ideális anarchizmust, Krisztusra hivatkozva hirdette az erőszakmentességet. Az 1890-es évek vége felé a Várkonyi István által vezetett szocialista mozgalomra volt hatással, s jelen volt 1897-ben a ceglédi kongresszuson is. Az alföldi parasztság körében rendszeresen hirdette az anarchizmust, volt hatása a munkásmozgalomra, csakúgy, mint egyes magyar írókra, így a századforduló táján kibontakozókra, például Juhász Gyulára.

## Művei
- Moderne und antike Schiksalstragödie. Berlin, 1874
- Das Geheimniss der Hegelischen Dialektik. Frankfurt a. M., 1888 (a berlini filozófiai társaság által dicsérettel kitüntetett és kiadásra elfogadott pályamunka)
- Dr. Fichte. Budapest, 1888
- Krisztus istensége a modern ember szellemében. Felhívás hivőkhöz és hitetlenekhez. Budapest, 1892 (németül: Lipcse, 1892)
- Herodes oder gegen wen ist die Umsturzvorlage gerichtet? Lipcse, 1894
- Das Geheimniss Christi. Ein Mysterium. Uo. 1895
- Warum ist eine religiöse Bewegung Notwendigkeit. Uo. 1895
- An die Socialdemokraten. Uo. 1895
- Mammon und Belial. Uo. 1895
- A szellemvallás katekizmusa. Budapest, 1895 (2. kiadás. Uo. 1897, németül: Lipcse, 1895)
- Hogy teremtenek nálunk új bölcsészeti rendszert. Bp. 1896
- Felekezetnélküli testvérközösségek. Budapest, 1899
- Friedrich Nitzsche an den Grenze zweier Weltalter. Lipcse, 1900
- Tigellinus. Tragödie in fünf Aufzügen. Berlin, 1900
- Graf Leo Tolstoy und seine Bedeutung für unsere Kultur. Uo. 1901
- Die Kulturbedingungen der christlichen Dogmen und unsere Zeit. Uo. 1901
- Die Gnosis. Leipzig, Jena, 1903-1907, két kötet (Ism. Fővárosi Lapok 1902. 33. sz.)
- Der Idealstaat. Berlin, 1904
- Anarkizmus (a Társadalomtudományi Társaságban tartott előadások. Írták gróf Batthyány Ervin, Migray József és Schmitt Jenő), Budapest, 1904
- Religion und Kultur. Berlin, 1905
- Die höheren Bewustseinsformen als Lebensformen. Eine positiv-wissenschaftliche Darstellung der höheren Dimensionen. Leipzig, 1907
- Die Kritik der Philosophie vom Standpunkte der Erkentniss. Uo. 1907
- Művészet, etika, élet, szerelem. Bp. 1917
- Krisztus. Bp. 1920
- A szellem fejlődéstörvénye. Bp. 1920
- Lélek és szellem. Bp. 1921
- Religio azoknak, akikben fiatal a kedély, egyben Jézus egy élete és bevezetés a megismerésbe bárki számára. Bp. 1927

Több munkáját lefordították orosz, svéd, angol, rumén és szerb nyelvre. Szerkesztette az említetteken kívül: Die Religion des Geistes három évfolyamát Lipcsében.